# 52301 Кумран
52301 Кумран (52301 Qumran) — астероїд головного поясу, відкритий 9 вересня 1991 року.
Тіссеранів параметр щодо Юпітера — 3,541.
Названо на честь античного поселення Кумран на березі Мертвого моря